# Hans Jonas
Hans Jonas (ur. 10 maja 1903 w Mönchengladbach, zm. 5 lutego 1993 w New Rochelle) – niemiecki filozof pochodzenia żydowskiego, autor prac poświęconych gnozie, filozofii biologii, etyce odpowiedzialności i filozofii religii.

## Życiorys
Był synem Gustava Jonasa (zm. 1938) i Rosy Jonas, z d. Horowitz (zm. 1942 w Auschwitz). Jego dziadek od strony matki był rabinem, rodzice byli ludźmi religijnymi. 
W 1921 rozpoczął studia filozoficzne, początkowo na Uniwersytecie we Fryburgu, następnie w berlińskiej Hochschule für die Wissenschaft des Judentums (1921–1923), ponownie na Uniwersytecie we Fryburgu oraz w Marburgu. Jego nauczycielami byli m.in. Edmund Husserl, Martin Heidegger i Rudolf Bultmann. Od 1925 zajmował się gnozą. W 1928 obronił pracę doktorską Über den Begriff der Gnosis, następnie przygotował pracę Gnosis und spätantiker Geist. Po zdobyciu władzy przez Adolfa Hitlera opuścił w 1933 Niemcy, początkowo zamieszkał w Londynie, w 1935 wyjechał do Palestyny. Tam kontynuował badania nad gnozą. 
Od 1936 był członkiem Hagany, w 1939 wstąpił do Brygady Żydowskiej, w 1943 uczestniczył w kampanii włoskiej, razem z armią brytyjską przybył do Niemiec, gdzie dowiedział się, że jego matka została wywieziona do Auschwitz. Pod koniec 1945 powrócił do Palestyny, do początku 1948 wykładał w British School for Higher Studies. Jako żołnierz armii izraelskiej walczył w I wojnie izraelsko-arabskiej. 
Z uwagi na trudną sytuację ekonomiczną wyemigrował w 1949 razem z żoną i dziećmi do Kanady, wykładał na Uniwersytecie w Montrealu i Uniwersytecie Ottawskim. W latach 1955–1976 pracował w The New School for Social Research w Nowym Jorku, gdzie od 1967 był profesorem. W 1976 przeszedł na emeryturę. 
W okresie amerykańskim wydał poprawioną wersję swojej pracy o gnozie The Gnostic Religion (1958), następnie zajmował się m.in. filozofią biologii. W 1966 wydał pracę The Phenomenon of Life, w której zaproponował koncepcje przezwyciężenia dualizmu pomiędzy materializmem i idealizmem. W 1979 opublikował książkę Das Prinzip Verantwortung. Versuch einer Ethik für die technologjsche Zivilisation (Zasada odpowiedzialności. Etyka dla cywilizacji technologicznej), która przyniosła mu światowy rozgłos. W książce tej przedstawił filozoficzne podstawy odpowiedzialności za losy świata i gatunku ludzkiego, przeciwstawiając się koncepcji neutralności etycznej nauki (w szczególności nauk przyrodniczych) i techniki. Zajmował się także filozofią religii. W 1984 wygłosił wykład Idea Boga po Auschwitz. Żydowski głos, w którym przedstawił koncepcję Boga, który żeby być Bogiem dobrym i Bogiem zrozumiałym, nie może być równocześnie Bogiem wszechmocnym.
W 1987 otrzymał Nagrodę Pokojową Księgarzy Niemieckich.